# 機械じかけのピアノのための未完成の戯曲
機械じかけのピアノのための未完成の戯曲（原題：Неоконченная пьеса для механического пианино）は、1977年のソビエト連邦のドラマ映画。アントン・チェーホフの『プラトーノフ』ほかいくつかの短編を原作とする。監督・脚本はニキータ・ミハルコフ。

## あらすじ
20世紀初頭の帝政末期、ロシア貴族の一団が将軍の未亡人アンナ・ペトローヴナ・ヴォイニツェワの田舎の屋敷に集まっていた。客の中には、トリレツキー博士、債権者のペトリン氏、アンナ・ペトローヴナの崇拝者ポルフィリ・セミョーノヴィチ・グラゴレフ、そして隣人のミハイル・ヴァシリエヴィチ・プラトーノフとその妻サーシェンカがいた。さらに、もう一人の債権者パヴェル・ペトローヴィチ・シェルブクとその娘たち、そして甥のペテチカもいた。ヴォイニツェワの継子セルゲイは、一行に若い妻ソフィアを紹介する。ミハイルはソフィアがかつての恋人だと知る。
日が進むにつれて、二人の関係は深まり、この新たな繋がりがどこへ向かうのかという疑問が湧き上がる。客たちはまるで罰ゲームのようにゲームや娯楽に興じ、ミハイルは人間の無意味さというテーマを繰り返し口にする。夜の花火が打ち上がる中、ミハイルとソフィアは親密なひとときを過ごし、かつての愛情を再び燃え上がらせる。ソフィアは夫を捨て、ミハイルとの「純粋な新生活」を始める覚悟ができていると感じるが、ミハイルはためらう。ミハイルとソフィアは水辺で抱き合ってしまい、それを見たセルゲイは馬車でその場を去ろうとする。自らを責めるミハイルは館を飛び出て川へ身を投げ出したが、浅すぎて死ねなかった。
妻サーシェンカは涙ながらにプラトーノフに愛を告白する。
夜明けにすべての登場人物が川辺の牧草地に集まり、昇る太陽の最初の光から背を向けて眠るペテチカのショットで締めくくられる。

## キャスト
| 役名                                             | 俳優                         | 日本語吹き替え | 日本語吹き替え |
| 役名                                             | 俳優                         | VHS版          | NHK版          |
| ------------------------------------------------ | ---------------------------- | -------------- | -------------- |
| ミハイル・ワシリエビッチ（プラトーノフカの地主） | アレクサンドル・カリャーギン | 瀬下和久       | 角野卓造       |
| サーシャ（ミハイルの妻）                         | エウゲーニャ・クルシェンコ   | 太田淑子       | 岡本茉莉       |
| アンナ・ウォイニーツェワ（将軍の未亡人）         | アントニーナ・シュラーノワ   | 瀬能礼子       | 阿部寿美子     |
| セルゲイ・ウォイニーツェフ（ソフィアの婚約者）   | ユーリー・ボガトゥイリョフ   | 納谷六朗       | 津嘉山正種     |
| ソフィヤ・エゴローヴナ（セルゲイの婚約者）       | エレーナ・ソロウェイ         | 宗形智子       | 平淑恵         |
| ニコライ・トリレッキー（退役大佐の息子、医者）   | ニキータ・ミハルコフ         | 安原義人       | 金内吉男       |
| ポルフィーリー・グラゴリエス                     | ニコライ・パストゥーホフ     | 梶哲也         | 新井和夫       |
| シチェルブーク                                   | オレーク・タバコフ           | 塩見竜介       | 穂積隆信       |
| ゲラーシム・ペトリン（地主）                     | アナトーリー・ロマーシン     | 村越伊知郎     | 草薙幸二郎     |